# بابلو عبد الله
بابلو عبد الله (بالإسبانية: Pablo Abdala)‏؛ مواليد 6 مايو 1972 في روساريو، الأرجنتين، هو لاعب كرة قدم فلسطيني لعب لنادي أرجنتينا دي روزاريو ومنتخب فلسطين لكرة القدم كلاعب وسط.

## روابط خارجية
- بابلو عبد الله على موقع الاتحاد الدولي (مؤرشف)  (الإنجليزية)
- بابلو عبد الله على موقع قاعدة بيانات كرة القدم.إي يو (الإنجليزية)
- بابلو عبد الله على موقع ناشيونال فوتبول تيمز (الإنجليزية)
- بابلو عبد الله على موقع عالم كرة القدم.نت (الإنجليزية)
- بابلو عبد الله على موقع كووورة